# Prun'
Prun' est l'acronyme de « Première radio universitaire nantaise ». Station de radio associative, elle a commencé à émettre périodiquement en mai 1999. En mai 2007[Passage contradictoire], le Conseil supérieur de l'audiovisuel lui a accordé une antenne permanente à Nantes.
Prun' est une association loi de 1901. Elle est membre du Groupement des radios associatives de la métropole nantaise (GRAM) et de la Fédération des radios associatives en Pays de la Loire (FRAP). 
La radio émet sur la bande FM depuis Nantes et diffuse ses programmes sur la ville et ses alentours, ainsi qu'en DAB+ jusqu'à St-Nazaire.

## Historique

### Les prémices de Prun'
En 1996, l'idée de la construction d'une radio universitaire est présente dans l'esprit d'étudiants, de l'Université de Nantes et de structures para-étudiantes.
En 1998, des étudiants de la filière information et communication du département lettres de l'Université de Nantes mettent en place un projet de communication. Pendant une semaine, ils donnent naissance à un véritable événement : une radio émet dans le campus, dans un bus prêté par la SEMITAN sur les ondes d'AlterNantes FM, ce "Projet de Radio Universitaire Nantaise", s'appelle Prun'.

### Création de Prun'
En 1999 certains étudiants qui ont participé à ce projet[source insuffisante] :
- mars : Prun' obtient du CSA une première autorisation d'émettre durant deux mois ;
- l'association fait l'acquisition de matériel radiophonique indispensable à son fonctionnement
- avril–mai : Prun' émet sur le 87.8 MHz ;

Le studio est installé dans le complexe sportif du Petit Port, dans 14 m2. Ce projet réunit déjà 150 étudiants
.

### Les premiers pas de la radio associative à Nantes
Amandine Ciappa est élue présidente.
La radio obtient une autorisation d'émettre de 6 mois (le maximum possible pour une radio temporaire à l'époque. Deux postes salariés « emplois jeunes » sont créés afin de garantir une stabilité au projet.
Le studio se déplace dans un local de 250 m2 dans le quartier Madeleine-Champ de Mars.
L'association se constitue un solide réseau de partenaires publics et investit de nouveau dans du matériel radiophonique et informatique.
Prun' émet sur le 96.3 FM pendant six mois.
150 personnes s'impliquent dans le projet.

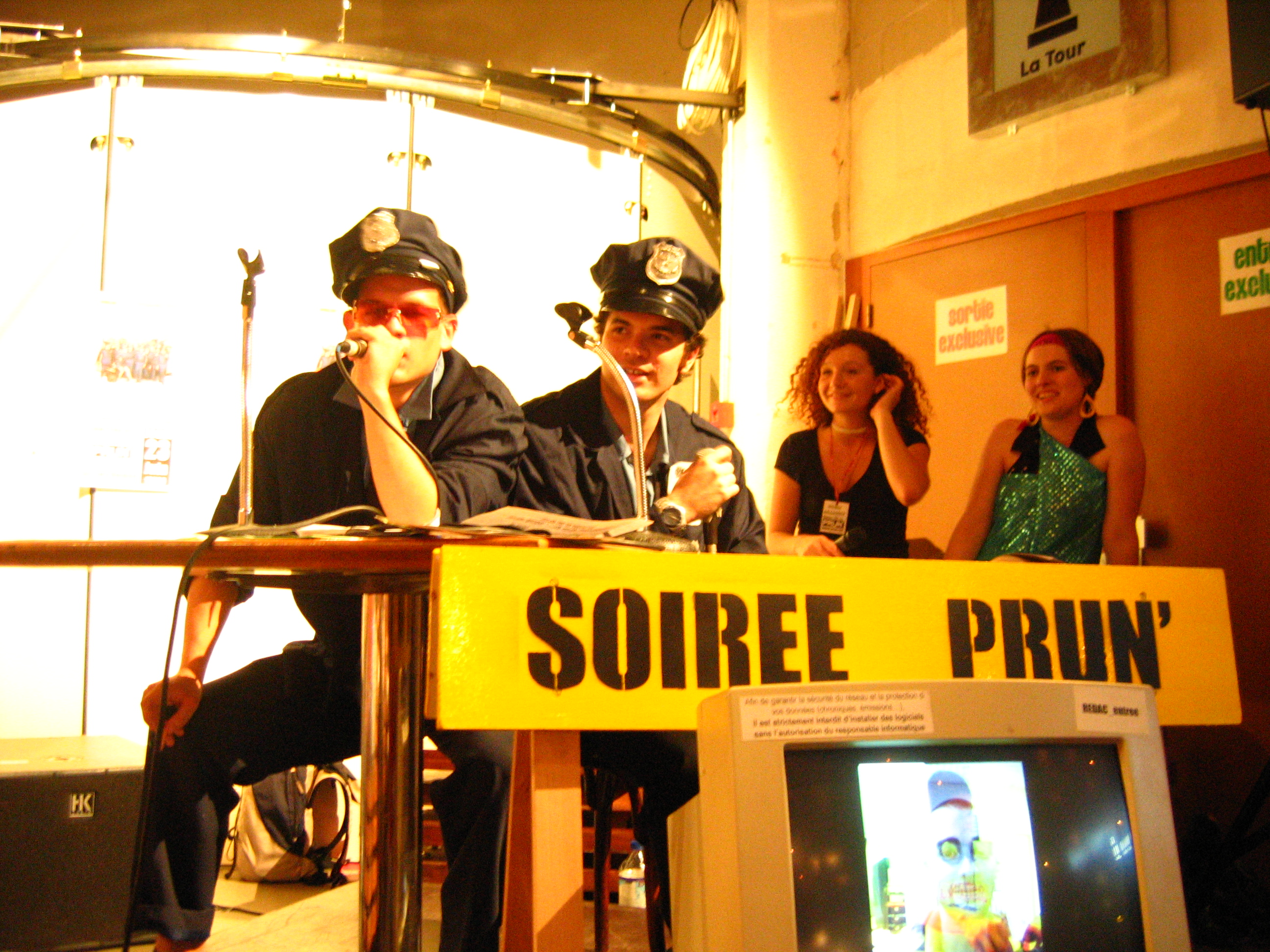
Soirée Prun' 2005

Au début des années 2000, le bureau reste identique. 
L'association bénéficie de l'application d'une nouvelle loi et se voit attribuer par le CSA neuf mois d'autorisation d'émettre (nouveau maximum autorisé).
Prun' déménage dans des plus spacieux locaux en centre-ville, 1 rue Didienne. Un troisième poste salarié est créé afin d'encadrer le projet de site Internet.
Prun' continue d'investir dans du matériel radiophonique et de confort (notamment un investissement en matériel informatique est effectué).
Le site Web est en ligne dispose de la possibilité d'y d'écouter la radio en direct toute l'année (en streaming).
Prun' émet pendant neuf mois au 92 FM, le projet réunit toujours 150 personnes.
Durant l'année 2001 Prun' sur le 92 FM à Nantes dispose d'une nouvelle autorisation pour neuf nouveaux mois. Elle poursuit avec trois salariés permanents et toujours 150 membres actifs.

### L'ouverture de la seconde antenne à St-Nazaire
En 2002 un nouvel objectif de créer une seconde antenne à Saint-Nazaire est fixé. 
L'association se voit attribuer par le CSA deux autorisations : une de neuf mois à Nantes et une de six mois à Saint-Nazaire et fait ainsi jurisprudence en étant la seule association à posséder deux fréquences actives temporaires.
La ville de Saint-Nazaire met à la disposition de l'association des locaux dans le centre-ville de Saint-Nazaire. Du matériel est acheté et deux nouveaux postes de salariés sont créés afin d'encadrer la nouvelle antenne. Cependant, à la suite de problèmes techniques et administratifs, l'antenne de Prun' n'ouvrira que le 1er mai 2002 elle émet que deux mois et demi sur le 106.9 FM à Saint-Nazaire. L'équipe compte désormais près de 250 membres actifs[réf. souhaitée].
En 2003, un nouveau bureau est élu, Laura-Céline You succède à Amandine Ciappa à la présidence de Prun'. Le développement de l'antenne de Saint-Nazaire se poursuit.
Prun' se voit attribuer deux fréquences de neuf mois pour les deux antennes. Les fréquences 92 FM à Nantes et 106.9 FM à Saint-Nazaire et le nombre de salariés et membres actifs -avec un renouvellement à hauteur de 70 %- demeurent identiques.

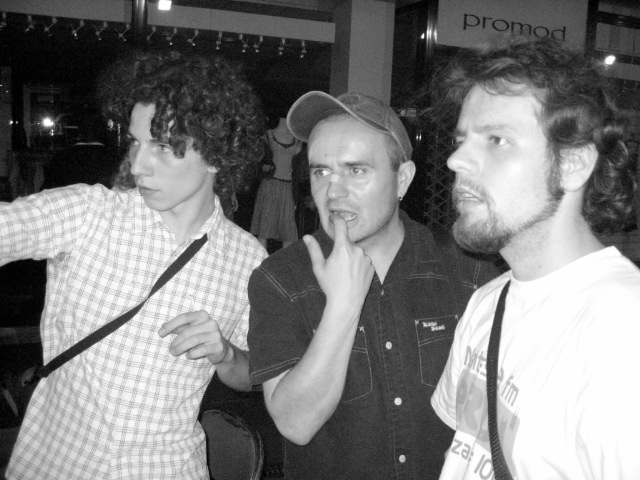
Pierre Montel, Président de Prun', Manu Legrand, Responsable de Prun' St-Nazaire, Didier Baudet, Responsable technique.

En 2004, un nouveau bureau est élu, Pierre Montel est le quatrième président de Prun'. L'objectif de la saison est de pérenniser les emplois et de restructurer l'association.
Deux contrats de salariés arrivent à terme, un seul est prolongé et les trois autres sont attribués à de nouveaux salariés.
Les statuts de l'association sont modifiés, un conseil d'administration chargé de définir les orientations de l'association est mis en place ; il se compose de membres actifs et d'un représentant des salariés.
Prun' reçoit le prix "Étoiles du Radio 2005" à Paris, ainsi que trois prix décernés par des professionnels, ce qui fait de Prun' la radio française la plus récompensée de l'année 2005.

### Obtention d'une fréquence permanente à Nantes

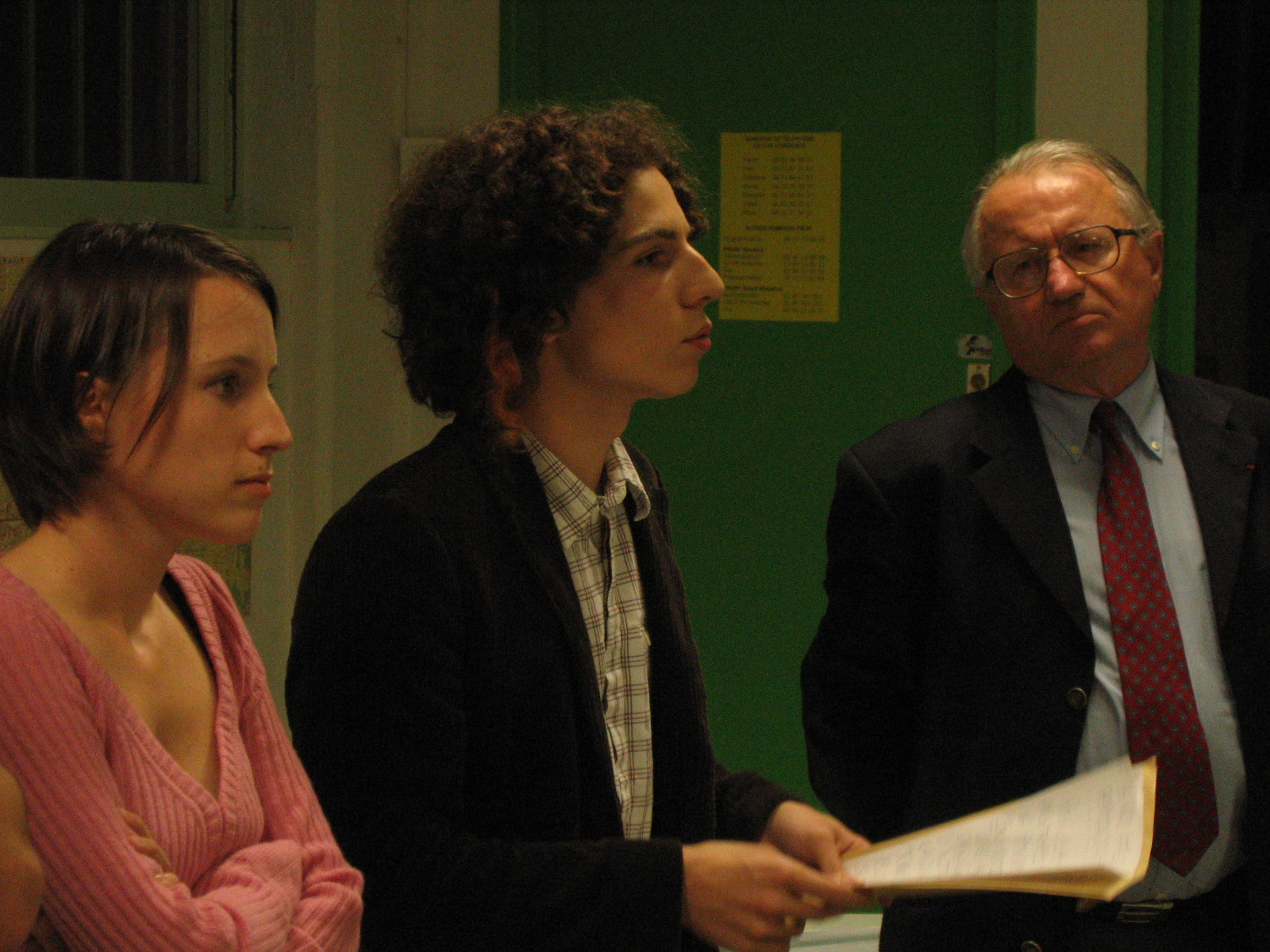
Le Président de Prun', Pierre Montel, entouré de Chloé Le Bail et Patrick Mareschal

Le bureau de Prun' reste le même ; la pérennisation de la structure ne peut se faire que dans la continuité.
Les objectifs de la saison est d'assurer la pérennisation des emplois aidés tout en obtenant de la part du Conseil supérieur de l'audiovisuel l'autorisation d'émettre de manière permanente pour les deux antennes de Nantes et de St-Nazaire. 

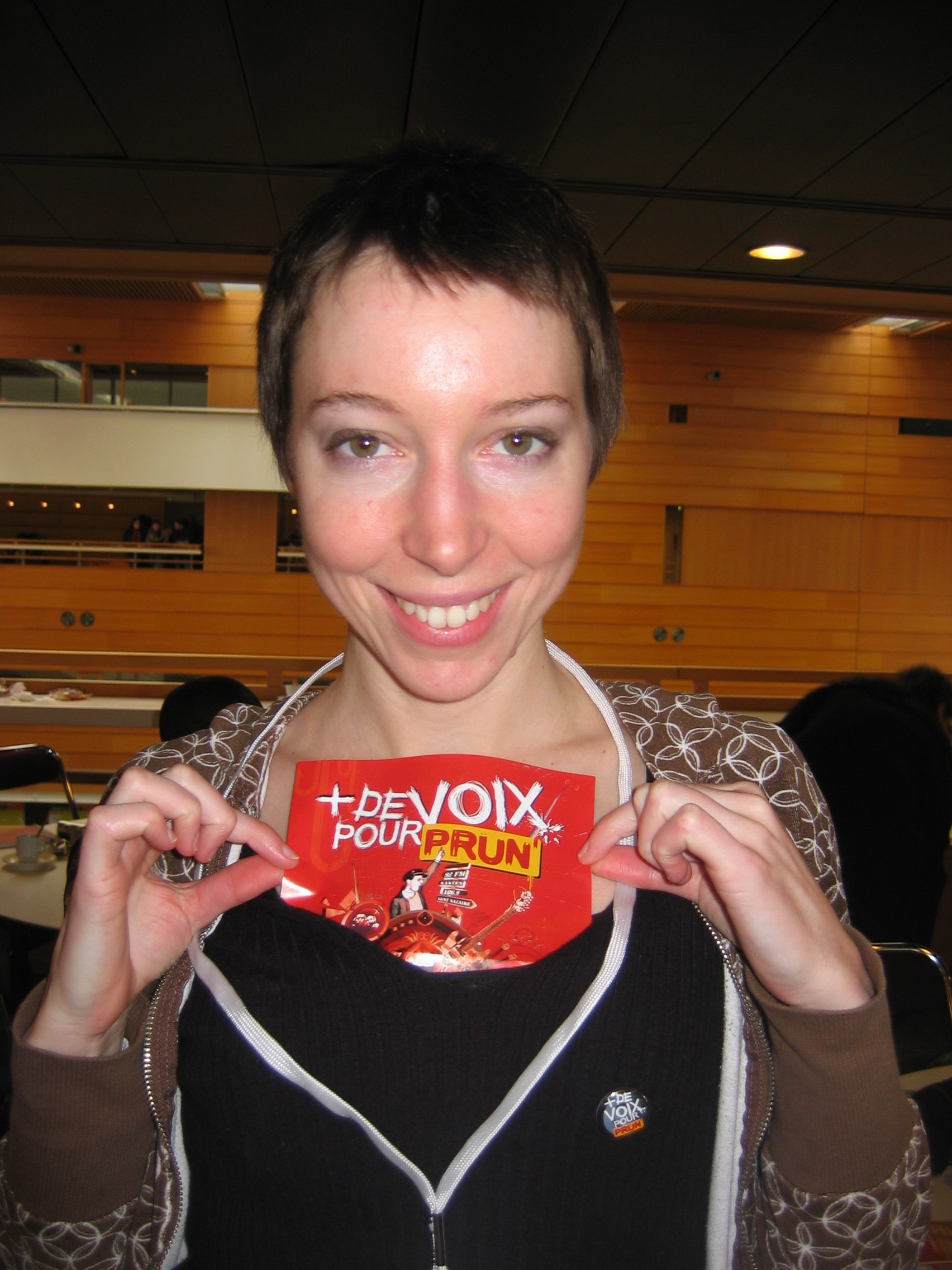
Jeanne Cherhal donne sa voix pour Prun'.

La station lance une opération séduction auprès du CSA à travers une campagne de soutien « + de voix pour Prun' ». Durant plusieurs mois, différentes soirées sont organisées et près de 13 000 signatures sont récoltées pour l'obtention de ces deux fréquences permanentes. La CSA valide seulement la demande d'obtention de fréquence de l'antenne de Nantes. 
C'est à la fin de la soirée du 2 juin 2006 qui a lieu dans les hangars Alstom à Nantes qui comme chaque année marque la fin des programmes, toute l’équipe de Prun' a dit au revoir au public en profitant de l’occasion pour couper l’antenne.

### La Webradio et le retour sur les ondes
A la rentrée 2006, Pierre Montel est reconduit à la présidence de Prun'. Cette saison est particulière dans l’attente de la réponse définitive du CSA qui intervient en décembre 2006. En attendant les antennes de Prun' à Nantes et à Saint-Nazaire reprennent leur activité sur le web.
En décembre 2006, le CSA autorise Prun' à Nantes, mais pas à Saint-Nazaire et ce malgré la procédure de recours mise en place par la radio. La réouverture d’antenne de Prun' Nantes a lieu le 13 mai 2007 à 0 h 01 sur le 92 FM.
Afin de mettre en place et construire une nouvelle radio "permanente", un directeur est recruté. Ses objectifs pour 2007 : nouvelle politique de partenariats, nouvelle politique d'antenne, reconstruction technique et informatique de l'intégralité des systèmes de la radio. 
Tout ceci se concrétise par la refonte complète du réseau informatique, la mise en place d'un serveur en interne pour piloter et mettre en réseau tous les postes informatiques pour faciliter le partage des données. 
La charte graphique est également revue : un grand concours de logo est organisé. La charte graphique réadaptée et un nouveau site internet voit le jour. La radio en profite pour mettre en place un système de podcasts permettant de télécharger l'intégralité des émissions de la saison en bonne qualité audio gratuitement.[pertinence contestée]
La politique d'antenne et la couleur musicale de la radio sont également repensés[réf. souhaitée]. La programmation musicale quasi uniquement électronique est désormais ouvertes à d'autres univers musicaux[réf. souhaitée], hip-hop, reggae, soul, funk, musiques du monde et rock. Il en va de même pour les émissions dans la grille des programmes.

### La mise au numérique
En 2008, un nouveau bureau est élu : Camille Pollet, Clémence Richier, Charlie Marquis et Ronan Potage. Les efforts menés par les Pruniens, suivant les directives de Jonathan Scattolini, contribuent à la qualité de l’antenne, à une palette musicale élargie, et à une audience croissante. Au premier semestre 2008, 20 000 heures d’émissions sont téléchargées chaque mois depuis le site Web.
La fréquence permanente étant acquise, Prun’ peut envisager plus sereinement son développement, et mener des projets à plus long terme. Le conseil d’administration engage des réflexions afin d’encadrer une diversification des financements, tandis que 3 des 4 postes salariés sont renouvelés.
La révolution numérique est en marche, et Prun’ s’intègre à ces évolutions, en pensant à de nouveaux contenus, en développant le site Internet, et en se positionnant sur l’iPhone. En octobre 2008, Prun’ et les radios du Groupement des radios associatives de la métropole nantaise (GRAM) sont candidates auprès du CSA pour émettre en numérique terrestre, et, cas unique en France, ambitionnent de se passer de la location coûteuse d’emplacements sur des émetteurs privés en projetant d’ériger leur propre pylône,.
L’accent est mis sur la rédaction et les émissions culturelles, qui connaissent un décollage certain dans la grille des programmes. A l’initiative du bureau, des pourparlers s’engagent pour positionner Prun’ comme vecteur au sein d’une société de la connaissance.

### Prun' fête ses dix ans

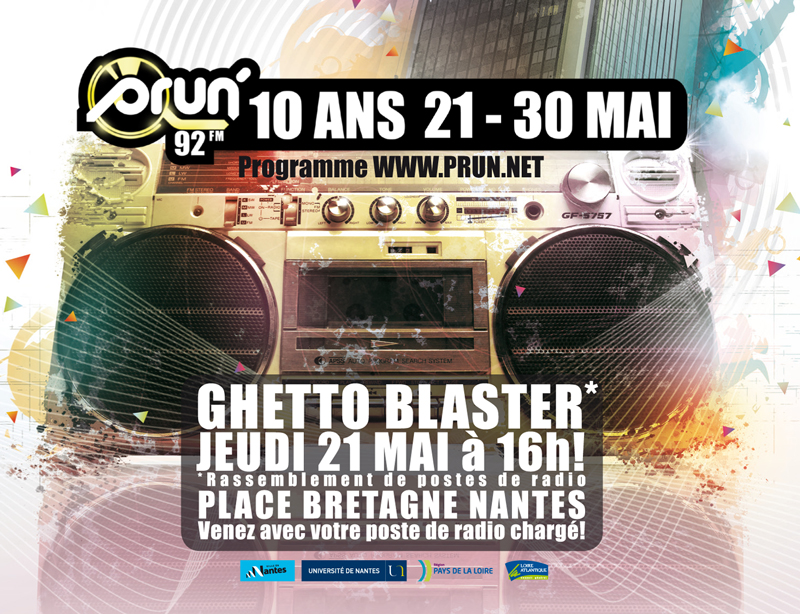
Affiche du Ghetto Blaster géant de Prun'

Un nouveau bureau est élu : Thomas Hajdukowicz, Romain Saillet et Mathieu Hingant.
Prun' réaménage une partie de ses locaux. Le boomker, espace de 80 m2 peut désormais accueillir une dizaine de bénévoles ainsi qu'un espace de réunion. 
L’association compte désormais près de 200 bénévoles. Des débats internes aboutissent à l’élaboration d’un programme radiophonique[réf. souhaitée] pour fêter, en 10 jours, les 10 ans de Prun’ du 21 au 30 mai, déclinés au travers des 2 points suivants :

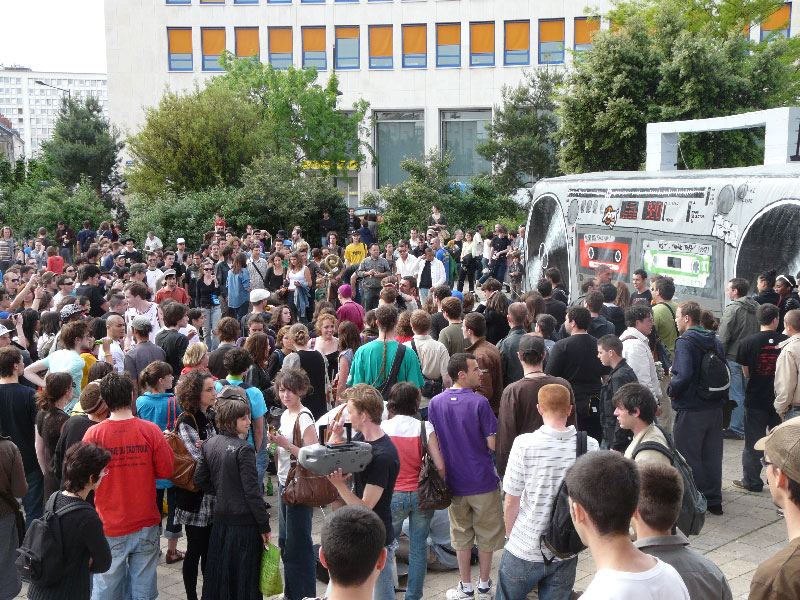
Foule devant le bus transformé en poste de radio géant

- Le « Ghetto Blaster[16] » est un rassemblement de postes de radio organisé le 21 mai 2009, Place Bretagne, autour d’un studio lui-même déguisé en poste de radio géant. Aucune sonorisation n'est proposée : ce sont les auditeurs et eux seuls qui apportent leur poste de radio chargé retransmettant en direct l'émission, les live et les mix. Audacieux, cet événement n'en est pas moins chargé de symboles : en appelant un rôle actif et contributif des auditeurs sans lesquels rien ne serait audible, il révèle que la société et la démocratie ne sont rien sans la participation active de chacun ; il reflète aussi l'engagement bénévole et associatif ; il illustre enfin l'appropriation par chacun de la production médiatique et le système contributif effectif sur Internet et qui constitue l'un des fondements essentiels de la révolution numérique[17]. Il s’agit aussi pour Prun’ de promouvoir le média radio dans une société débordante d’écrans et d’images[18].

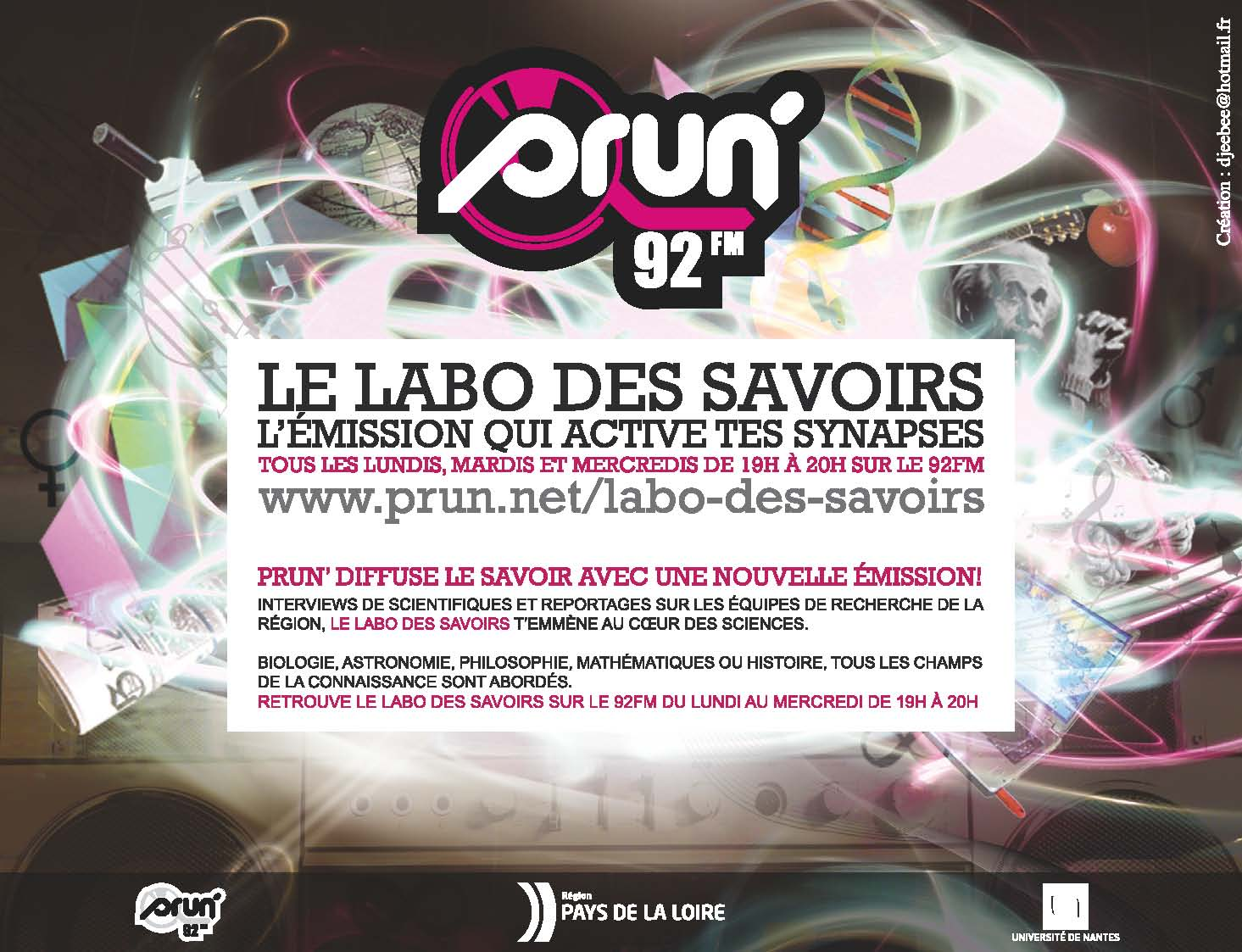
Visuel de l'émission de vulgarisation scientifique de la Radio Prun'

## Identité de la station

### Présentation générale
Prun', c'est plus de 250 bénévoles.

### Logos

Logo de Prun' de 1999 à 2003.
Logo de 2003 à 2006.
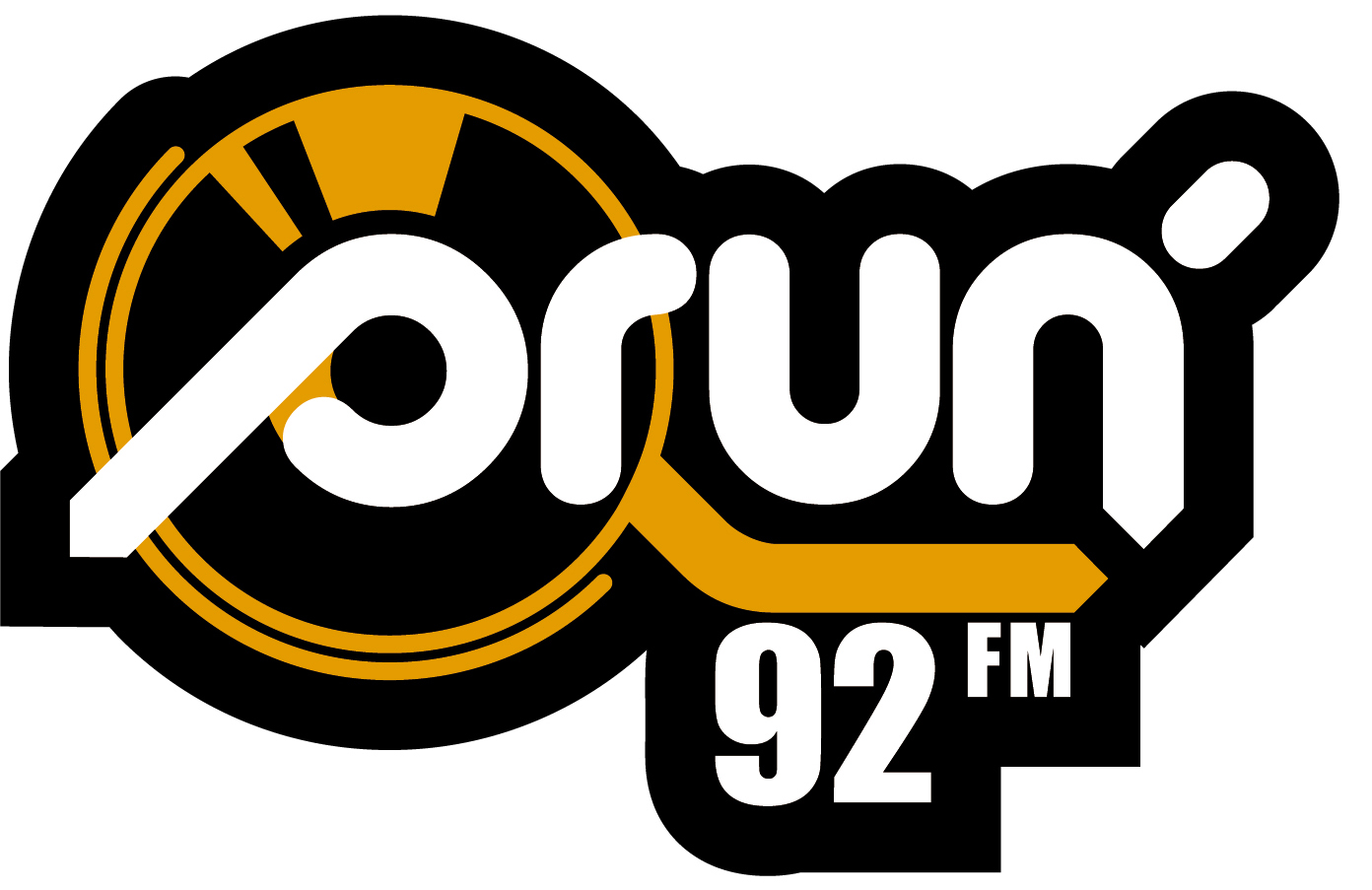
Logo de 2006 à 2015.
Logo depuis 2015.

## Dirigeants
- Sandra Petit : Présidente de 1999 à 2000
- Amandine Ciappa : Présidente de 2000 à 2003
- Laura-Céline You : Présidente de 2003 à 2004
- Pierre Montel : Président de 2004 à 2008
- Camille Pollet : Président de 2008 à 2009
- Thomas Hajdukowicz : Président de 2009 à 2010
- Olivier Bres : Président de 2010 à 2013
- Violette Le Saux : Présidente de 2013 à 2014
- Bérénice Kestelot : Présidente de 2014 à 2015
- Elisabeth Carré : Présidente de 2015 à 2017
- Timothé Clerc : Président de 2018 à 2019
- Hortense Houpert : Présidente de 2019 à 2021
- Quentin Raynal : Président de 2021 à 2022
- Anthony Piau : Président depuis 2022
- Jonathan Scattolini : directeur de 2007 à 2012[20]
- Benjamin Templé : directeur de 2012 à 2013[20]
- Martin Pierre : directeur de 2013 à 2014
- Josselin Couteau : directeur de 2014 à 2018
- Elisabeth Carré : directrice de 2018 à 2022
- Manon Delmas : directrice depuis 2022